# レイコの歯医者さん
『レイコの歯医者さん』（レイコのはいしゃさん）は、NHKの「ドラマ新銀河」で1996年4月1日から5月2日まで放送されたテレビドラマ。本作品より20時40分 - 21時だった時間帯が、19時40分 - 20時に変更された。

## キャスト
- 小原レイコ - 大原麗子

小原歯科医院の院長。
- 園佳也子
- 山下真司
- 藤原喜明
- 白鳥哲
- 稲川淳二
- 森田順平
- 浅井星光

## スタッフ
- 脚本 - 田向正健[1]
- 制作統括 - 小林信一[1]
- 演出 - 富沢正幸[1]、高橋陽一郎[1]
- 美術 - 内藤政市[1]、加藤隆弘[1]
- 技術 - 宝珠山隆博[1]、重永明義[1]
- 音響効果 - 中村真一[1]、山本浩[1]

## 主題歌
- 「背中から抱きしめて」（歌：大原麗子）
  - 作詞：秋元康／作曲：三木たかし／編曲：船山基紀